# Що тут коїться іще?!!
«Що тут коїться іще?!!» — музичний анімаційний фільм 1988 року Творчого об'єднання художньої мультиплікації студії «Київнаукфільм».
Існують дві версії мультфільму — українською та російською мовами.

## Сюжет
Мультфільм про дивного домашнього кота, який одного разу, рівно опівночі (коли відбуваються чудеса і все трапляється навпаки), несподівано почав господарювати в кухні, розмовляти, вчити домочадців римувати і навіть складати вірші і пісні. Але не всім це сподобалося...
„Ніч над Землею вмикає зірки,

Щоб на Землі все було навпаки...“

„Як світло згасне, як світло згасне навкруги,

Як світло згасне — все стане зовсім навпаки!“

„В холоднім чайнику за мить вода з-під крану закипить,

У шафі посуд оживе, а кіт розмову розпочне...“

## Над мультфільмом працювали
- Автор сценарію: Наталя Гузєєва
- Кінорежисер: Наталія Марченкова
- Художник-постановник: Сергій Міндлін
- Композитор: Ірина Масловська
- Кінооператор: Анатолій Гаврилов
- Звукооператор: В. Шиголь
- Художники-мультиплікатори: Наталя Зурабова, Наталія Марченкова
- Асистенти: О. Дьомкіна, В. Єзерський
- Текст пісень: Юрія Рогози
- Пісні виконують: Лариса Доліна, Сергій Манек, Олег Шеременко
- Монтаж: Лідії Мокроусової
- Редактор: Євген Назаренко
- Директор знімальної групи: Борис Калашников